# Spaghetti western
Spaghetti western (česky špagetový western) je označení pro široký podžánr westernů, které se objevily během 60. let 20. století. Název je odvozen z toho, že většina z nich byla produkována italskými studii. Společnými znaky byla italština, nízký rozpočet a především rychlý, násilný a minimalistický děj, který se značně odchyloval od zažitých konvencí starších westernů. Tyto znaky bývají přičítány na vrub skutečnostem, že filmy vznikaly v různých kulturních prostředích a kvůli nízkému rozpočtu. Termín měl původně pohrdavý nádech, od 80. let je ale mnoho z těchto filmů velmi ceněno, především kvůli tomu, že ovlivnily chápání celé myšlenky westernu.
Mezi populární reprezentanty spaghetti-westernů patří režisér Sergio Leone a herec (později režisér) Clint Eastwood. V porovnání se spaghetti-westerny působí klasické westerny poněkud těžkopádně a filosoficky.
Některé snímky tohoto podžánru byly vytvořeny i jako komedie nebo parodie, například komedie Podivné dědictví (Man of the East, 1972) nebo parodie Vůně cibule (Cipolla Colt, 1975). Terence Hill na toto téma prohlásil, že počínaje filmem Pro hrst dolarů (A Fistfull of Dollars, 1964) v následujících letech vznikly stovky westernů v podobném stylu, a proto později publikum tak nadšeně přijalo film Pravá a levá ruka ďábla (They Call Me Trinity, 1970), ve kterém hrál společně s Budem Spencerem, a který je v podstatě jejich klasickou komedií na westernové téma.

## Seznam spaghetti westernů
Mezi nejznámější filmy tohoto podžánru patří:
- A Fistful of Dollars (1964) (Pro hrst dolarů)
- For a Few Dollars More (1965) (Pro pár dolarů navíc)
- The Good, the Bad and the Ugly (1966) (Hodný, zlý a ošklivý)
- The Big Gundown (1967) (Velká přestřelka)
- Django, Kill… If You Live, Shoot! (1967)
- A Bullet for the General (1967) (Kulka pro generála)
- Ace High (1968) (Trumfové eso)
- The Mercenary (1968) (Žoldnéř)
- Run, Man, Run! (1968)
- Death Rides a Horse (1968) (Muž proti muži)
- The Great Silence (1968) (Velké ticho)
- Once Upon a Time in the West (1968) (Tenkrát na Západě)
- The Price of Power (1969)
- The Sabata Trilogy (1969) (Sabata)
- Companeros (1970)
- A Fistful of Dynamite (Duck, You Sucker) (1971) (Kapsy plné dynamitu)
- Savage Guns (1971)
- They Call Me Trinity (1970) (Pravá a levá ruka ďábla)
- Storm Rider (1972)
- Trinity Is STILL My Name! (1972) (Malý unavený Joe)
- My Name Is Nobody (1973) (Mé jméno je Nikdo)
- Four of the Apocalypse (1975)
- Zorro (1975)
- Keoma (1976) (Keoma)
- China 9, Liberty 37 (1978) (Žena pro dva střelce)
- 800 balas (2002) (800 kulek)